# Billingford (South Norfolk)
Billingford lub Pirleston – wieś w Anglii, w Norfolk. W 1931 wieś liczyła 150 mieszkańców. Billingford jest wspomniana w Domesday Book (1086) jako P(re)lestuna.